# Tour de Lombardie 1999
La 93e édition du Tour de Lombardie s'est déroulée le 16 octobre 1999. La course a été remportée par le coureur italien Mirko Celestino. Le parcours s'est déroulé entre Varèse et Bergame sur une distance de 262 kilomètres.
L'épreuve est la dixième et dernière course de la coupe du monde de cyclisme 1999.

## Récit de la course
km 117

À la suite de plusieurs accélérations, un groupe de vingt coureurs se forme en tête.

km 171

Le Champion du monde Óscar Freire et l'Italien Sergio Barbero sortent du groupe de tête.

km 210

Sergio Barbero est victime d'une chute. Óscar Freire est seul en tête.

km 220

Óscar Freire est rejoint puis lâché par Mirko Celestino, vainqueur cette année d'une épreuve de la Coupe du Monde, la HEW Cyclassics.

km 234

Pascal Richard, Danilo Di Luca, Eddy Mazzoleni et le vainqueur sortant Oscar Camenzind rejoignent Mirko Celestino.

km 251

L'avance des cinq hommes de tête est de quinze secondes sur Dimitri Konyshev qui est en train de revenir sur eux.

km 256

Dans la partie haute de la ville de Bergame, Oscar Camenzind démarre. Seuls Danilo Di Luca et Eddy Mazzoleni peuvent le suivre. Pascal Richard est définitivement lâché tandis que Mirko Celestino reçoit le renfort de Dimitri Konyshev et reste à portée des trois hommes de tête.

km 262

Les trois hommes de tête abordent le dernier kilomètre. Aucun d'entre eux ne prend l'initiative de lancer le sprint, ce qui permet à Mirko Celestino et Dimitri Konyshev de revenir sur eux dans les derniers hectomètres ! Celestino lance immédiatement le sprint à l'entrée du dernier virage et s'impose d'un boyau devant Danilo Di Luca.

## Classement final
|    | Coureur           | Pays   | Équipe                |    | Temps           |
| -- | ----------------- | ------ | --------------------- | -- | --------------- |
| 1  | Mirko Celestino   | Italie | Team Polti            | en | 6 h 21 min 50 s |
| 2  | Danilo Di Luca    | Italie | Cantina Tollo         | +  | 0 s             |
| 3  | Eddy Mazzoleni    | Italie | Saeco-Cannondale      |    | 0 s             |
| 4  | Oscar Camenzind   | Suisse | Lampre-Daikin         |    | 0 s             |
| 5  | Dimitri Konyshev  | Russie | Mercatone Uno-Bianchi |    | 0 s             |
| 6  | Markus Zberg      | Suisse | Rabobank              |    | 11 s            |
| 7  | Marco Serpellini  | Italie | Lampre-Daikin         |    | 11 s            |
| 8  | Marco Velo        | Italie | Mercatone Uno-Bianchi |    | 11 s            |
| 9  | Paolo Bettini     | Italie | Mapei-Quick Step      |    | 11 s            |
| 10 | Christophe Moreau | France | Festina-Lotus         |    | 11 s            |